# قاعدة جوية

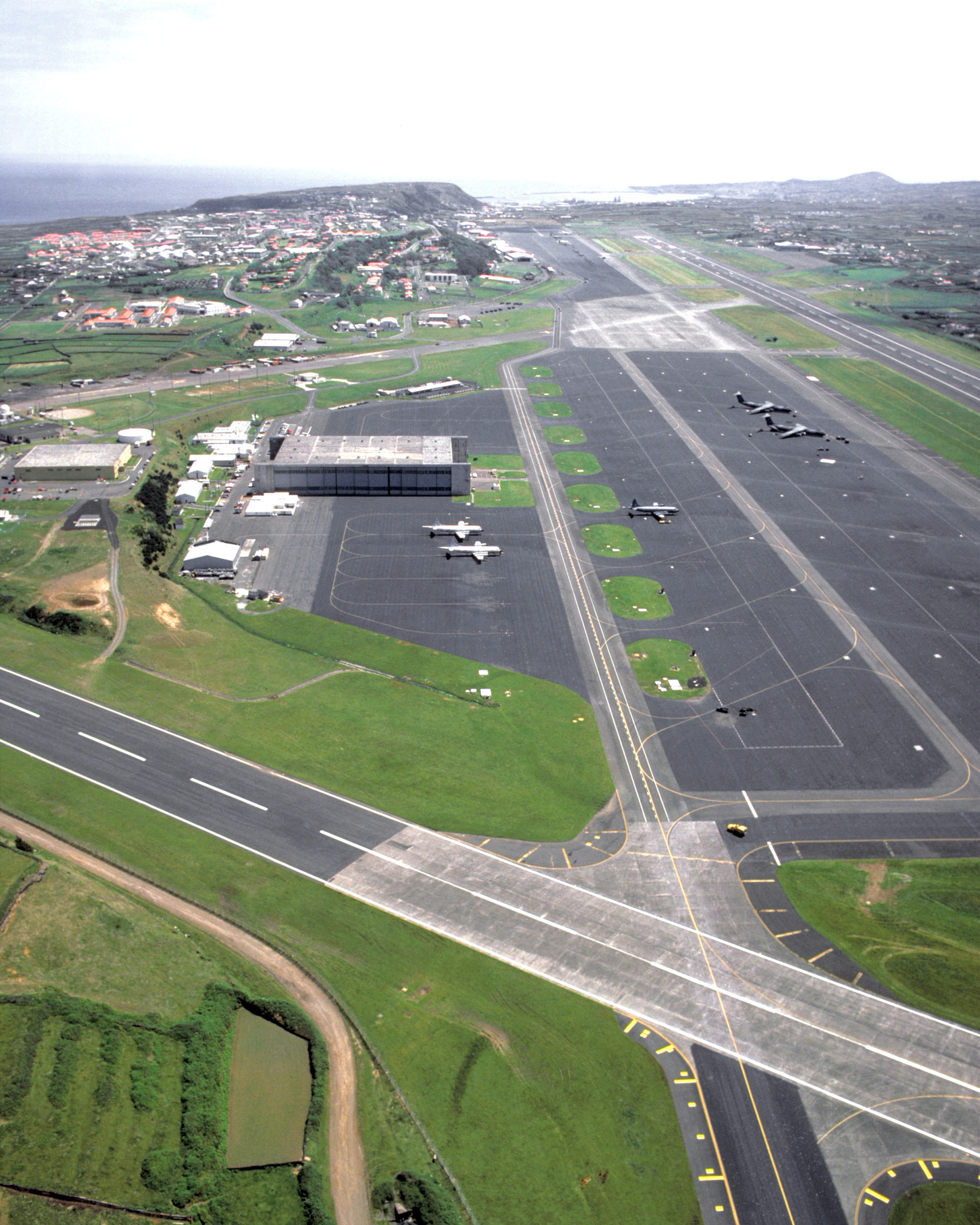
قاعدة جوية للبرتغال في جزر الأزور

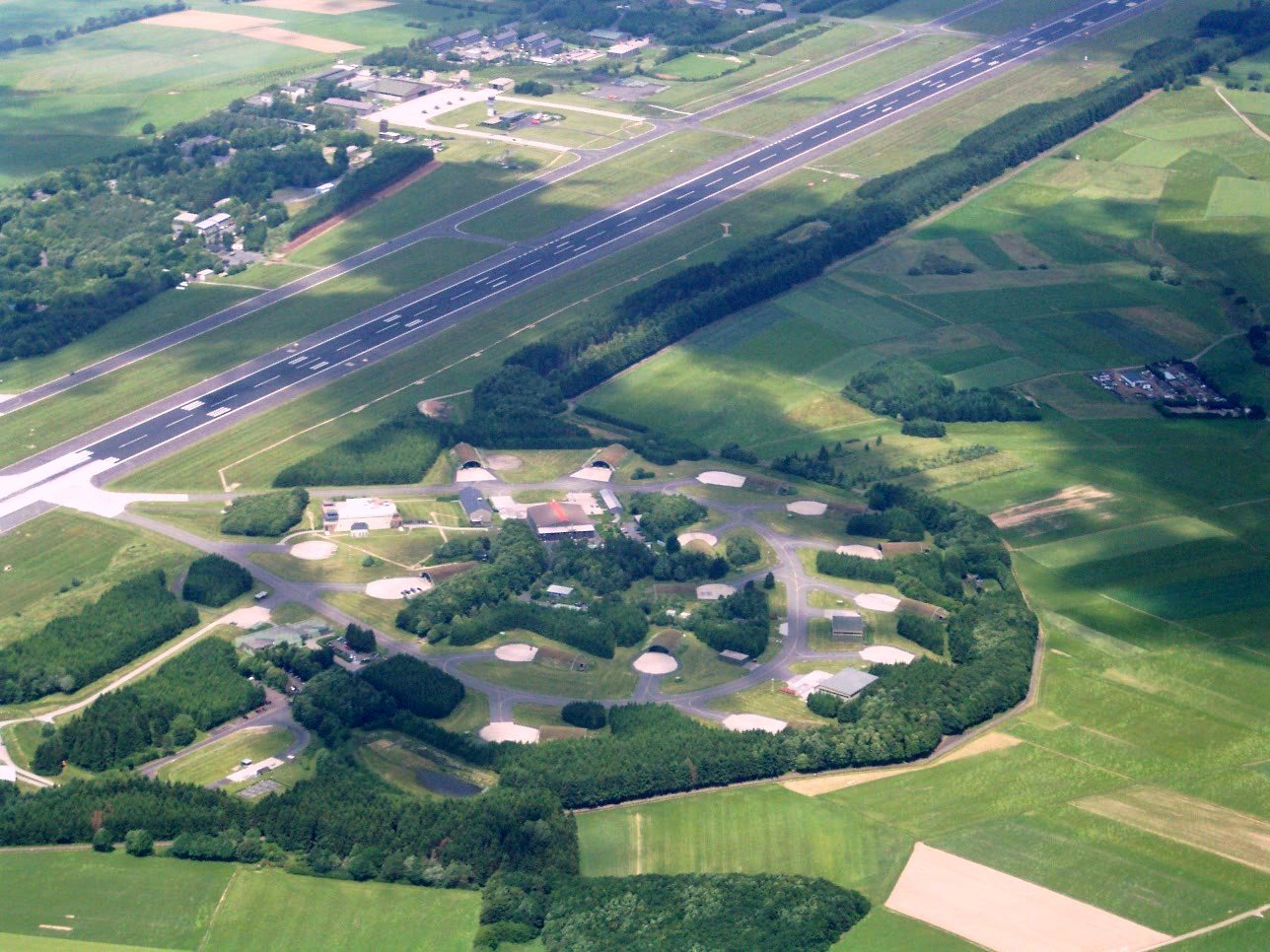
قاعدة جوية في ألمانيا

القاعدة الجوية هي مطار عسكري يحتوى مجموعة من الطائرات العسكرية تقبع في مرابضها حول المطار. ويدير القاعد الجوية مجموعة من الضباط والقادة في تسلسل رتبهم العسكرية، ومعظمهم من الطيارين والمهندسين الجويين. ومجموعة من الإداريين ومهندسي وفنيي الصيانة. وفيها أيضا قوة من الدفاعات الجوية في حالات الحرب. كما تشمل برجا واحدا للمراقبة الجوية على الأقل ومجهزة بالرادارات المناسبة وأجهزة الاتصال السلكية واللاسلكية.
الطائرات العسكرية فيها قد تكون طائرات مقاتلة ومن فئة طائرات النقل العسكري الجوي والمروحيات الهجومية. يمكن للمطار العسكري أن يكون له مدرج واحد على الأقل بطول مناسب للطائرات العسكرية التي تستخدمها القاعدة. وتشمل القاعدة الجوية على عدة مبان و ثكنات ومخازن حسب حجمها والمهام الموكلة إليها. وهي منطقة عسكرية لا يصرح دخولها للمدنيين الذين لا علاقة لهم بالعمل داخل القاعدة الجوية إلا بتصاريح أمنية خاصة.